# Brookmerland

Brookmerlands vapen

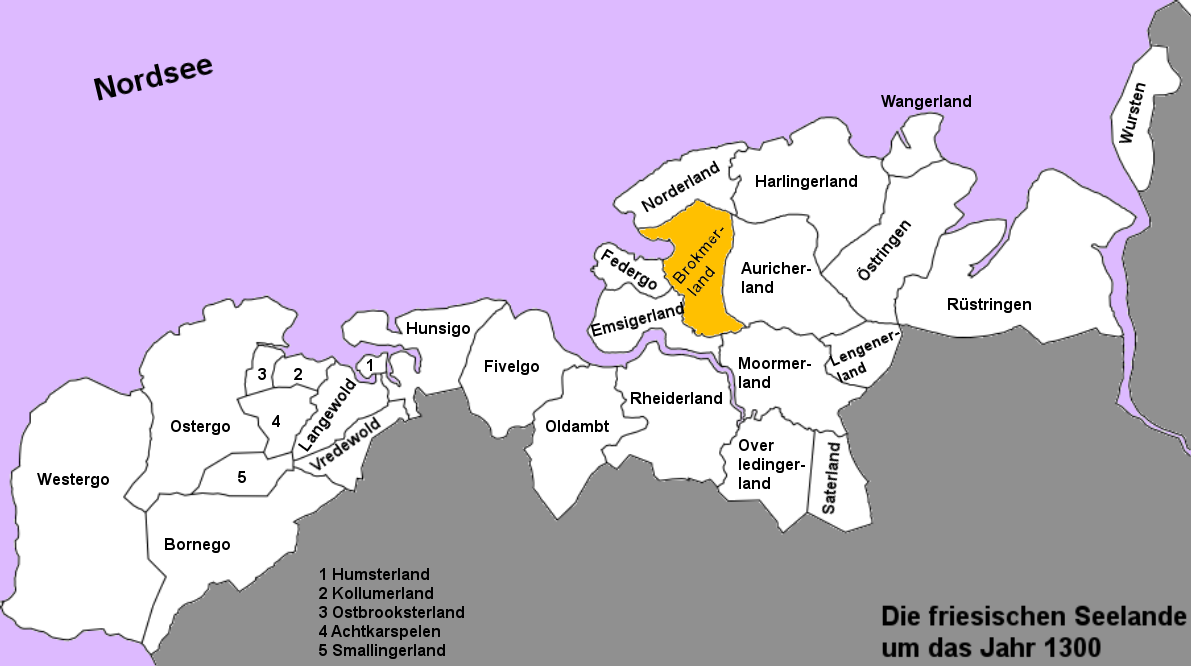
Brokmerland var ett av de frisiska landskapen vid tiden för den frisiska friheten

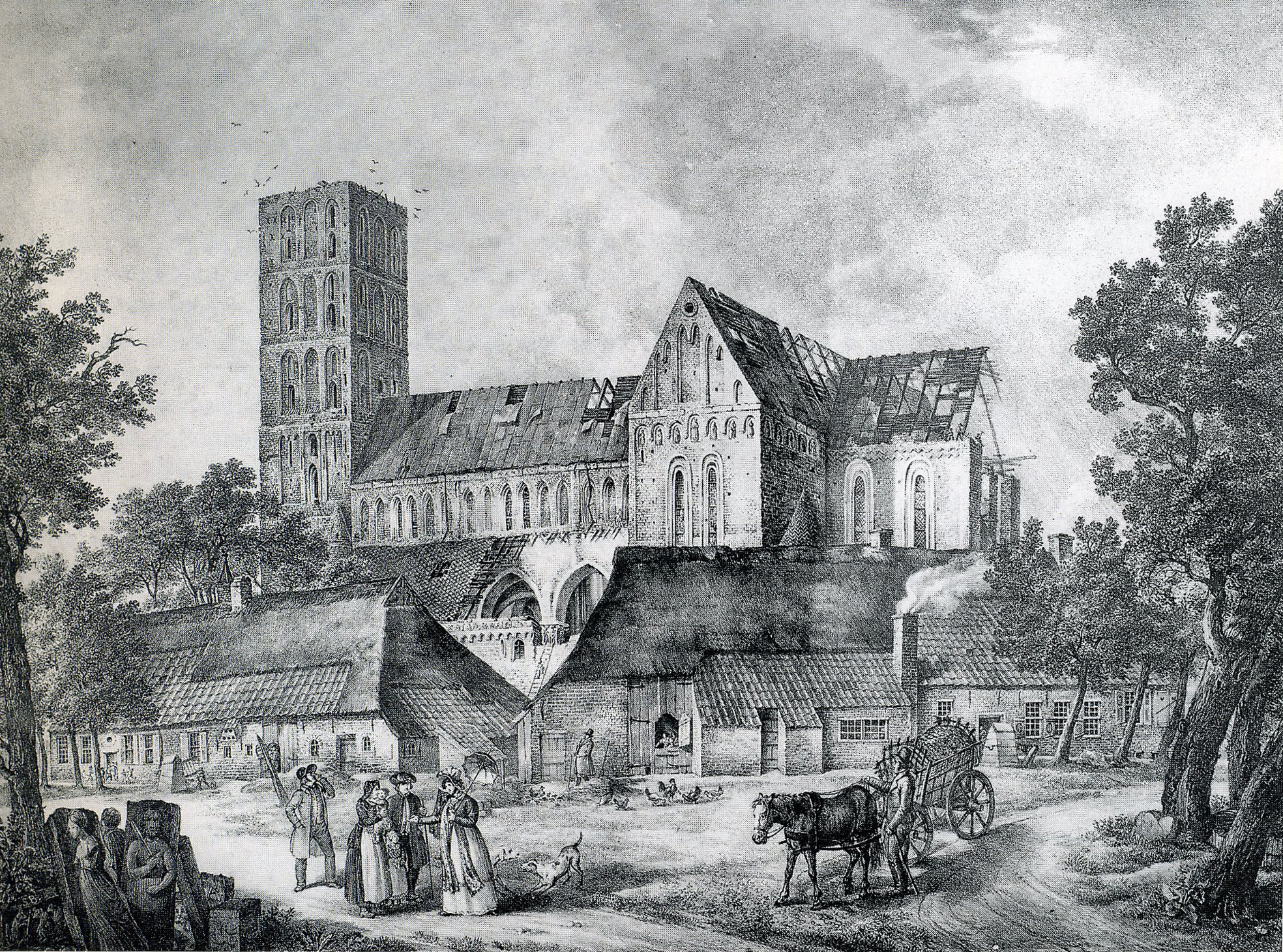
Kyrkan i Marienhafe år 1829

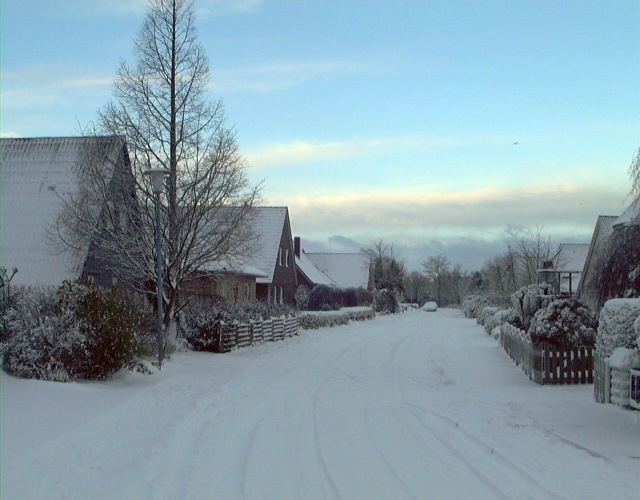
Bostadsområde i Osteel

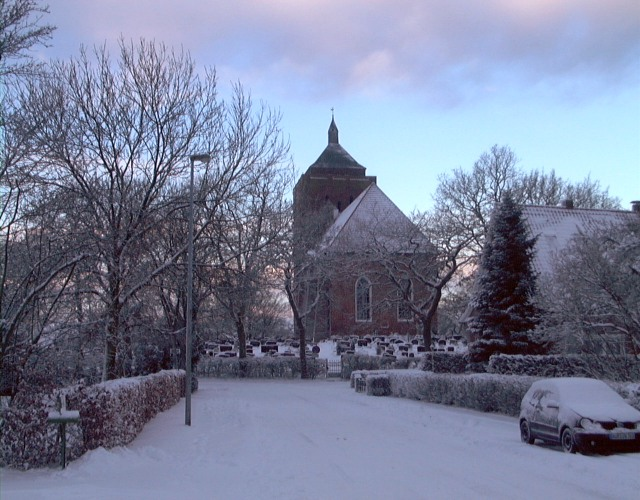
Warnfriedkyrkan

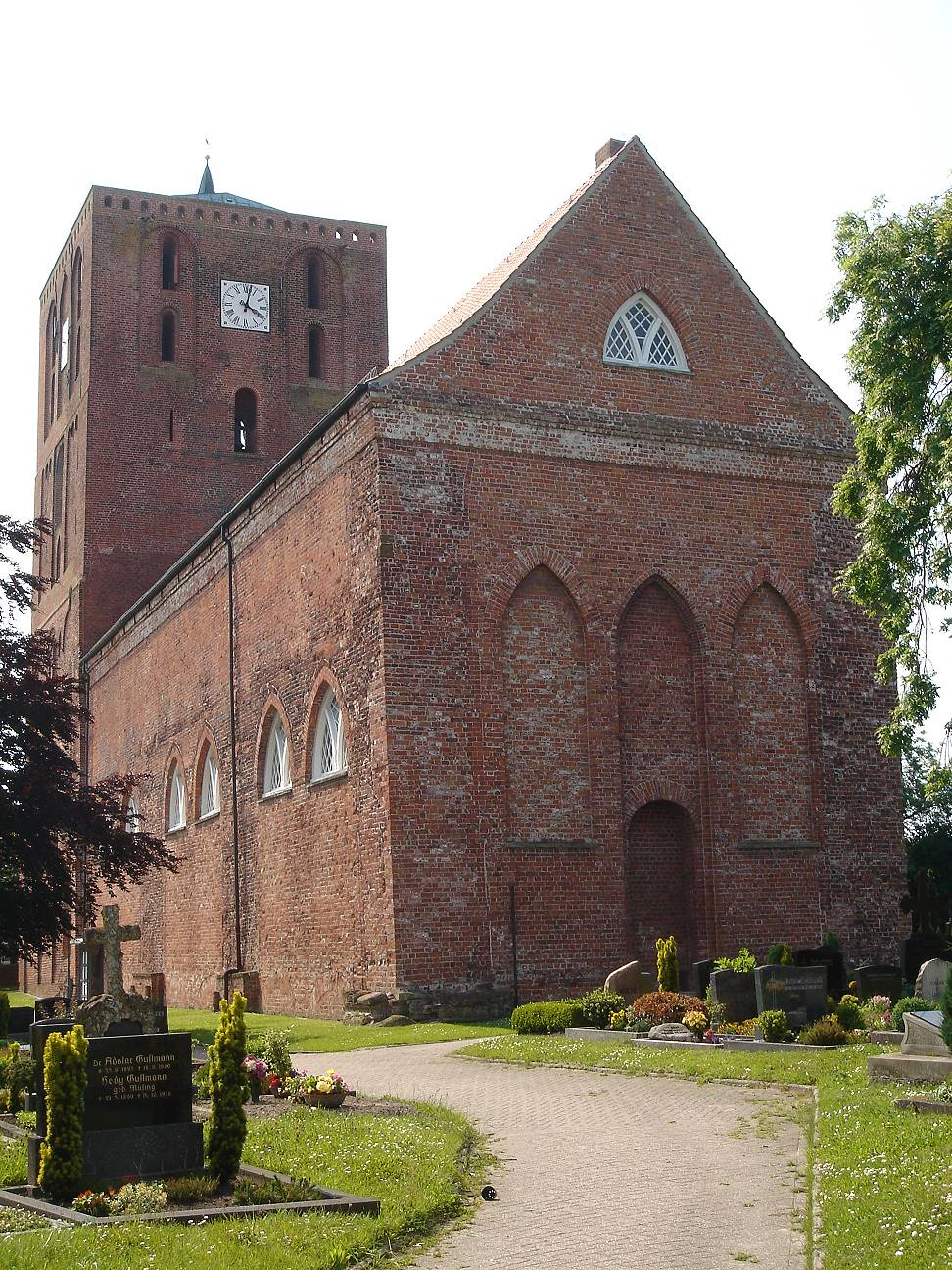
St. Marienkyrkan i Marienhafe

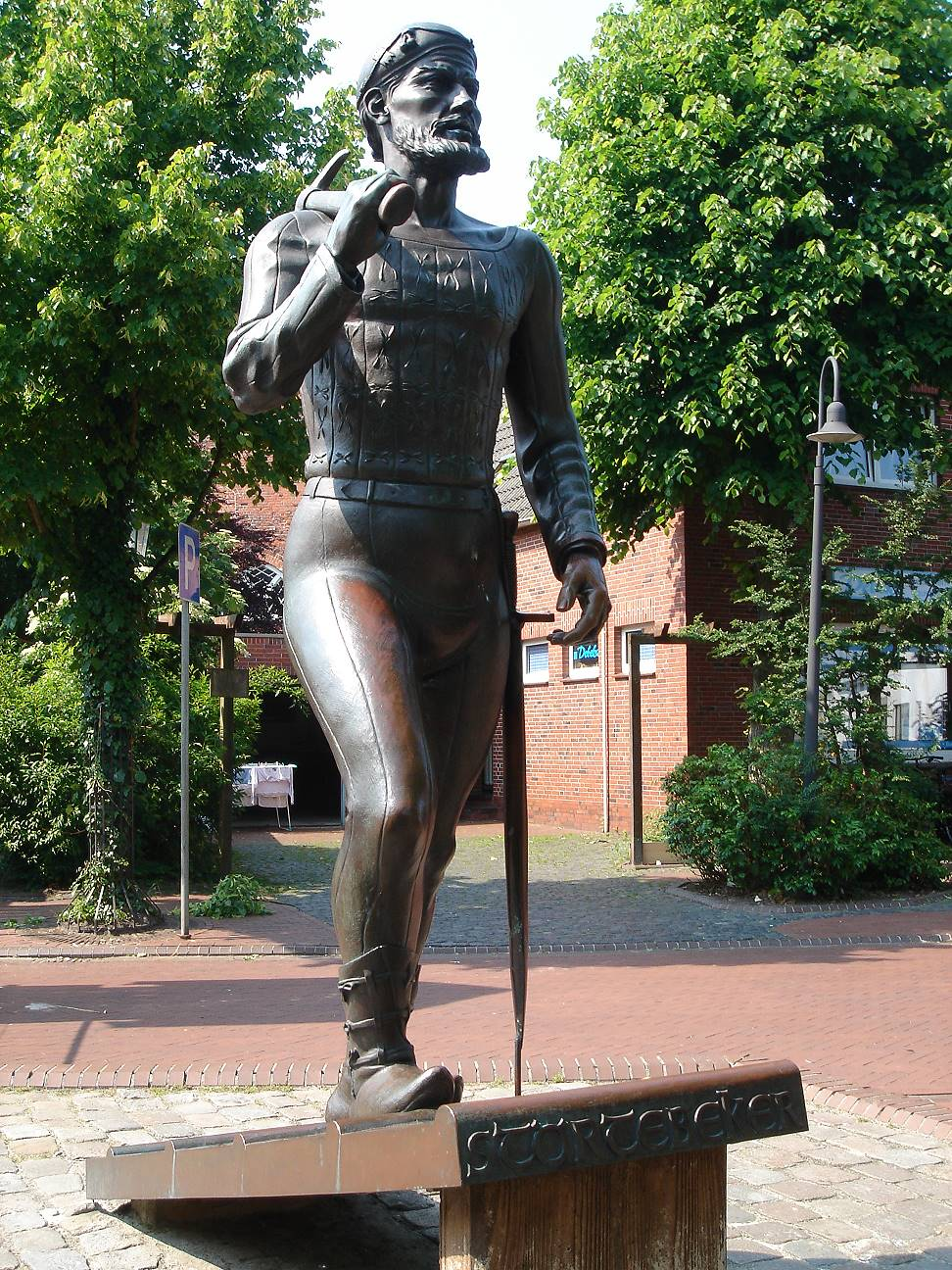
Klaus-Störtebeker-statyn i Marienhafe

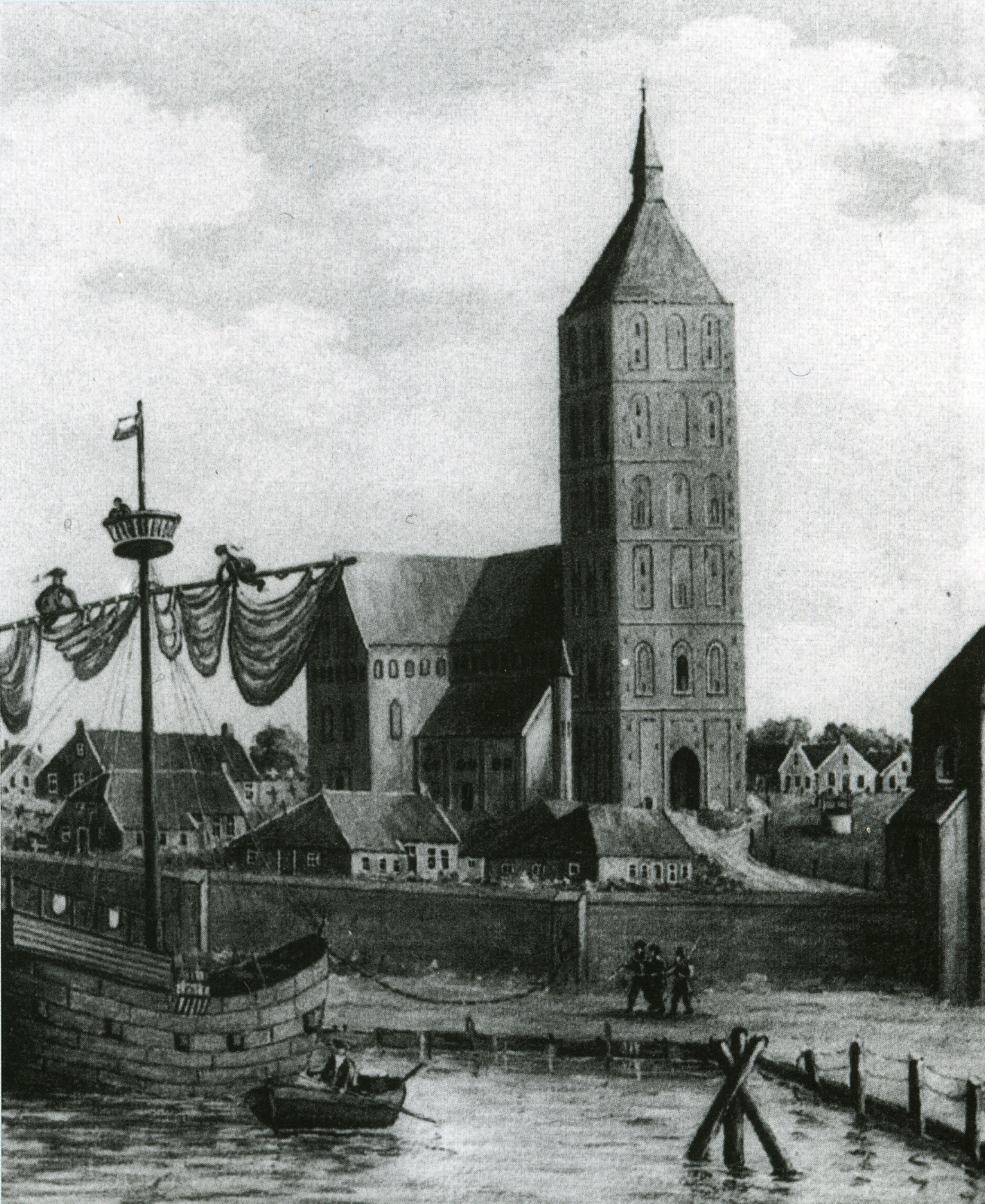
Marienhafe

Brookmerland är en kommungemenskap i distriktet Aurich i det historiska landskapet Ostfriesland i den tyska delstaten Niedersachsen. Kommungemenskapen består av sex mindre kommuner och har sammanlagt ca 13.300 invånare. 
Brookmerland är även beteckningen på ett historiskt frisiskt landskap som omfattar kommungemenskapen Brookmerland och kommunen Südbrookmerland. 

## Geografi
Brookmerland ligger på det nordtyska låglandet nära Nordsjökusten i västra delen av Ostfriesland, nordost om Emden och sydväst om Norden. Brookmerland gränsar i norr mot staden Norden, i öster mot kommunen Grossheide, i söder mot Südbrookmerland och i sydväst mot Krummhörn. Brookmerlands centrum ligger i Marienhafe. 

## Historia
Kommungemenskapen ligger inom en del av det historiska området Brokmerland. Namnet tros komma från det gammalfrisiska ordet brök som betecknar ett knappt befolkat myrlandskap. Detta myrområde sträcker sig från västra delen av den ostfriesiska geestryggen till floderna Ley och Flumm. Det gamla Brokmerland gränsade i öster mot Harlingerland och Auricherland, i norr mot Norderland (Norditi) samt i söder mot Moormerland, Emsigerland (Emsgau) och Federgo (Federgau). Området låg i gränstrakterna mellan biskopsdömet Münster (Emsgau och Federgau) och ärkebiskopsdömet Bremen (Norderland och Östringen). Liksom de andra frisiska landskapen skickade Brokmerland representanter till det årliga tinget i Upstalsboom utanför Aurich under tiden för den frisiska friheten. Brokmerland förfogade över en egen författning och rätt genom lagboken Brokmerbrief. 
En av de äldsta byarna i Brookmerland är Wirdum som grundades runt år 1000 som en terpby. I Wirdum fanns ett kloster och en borg. Fram till tidig medeltid var Brookmerland till stora delar obebott. Från och med år 1100 ökade befolkningen i området, delvis på grund av att skyddsvallar mot översvämningar från havet började byggas och delvis på grund av följderna av en svår stormflod år 1164 (Julianenflut). Runt år 1250 blev Brookmerland ett eget landskap i Ostfriesland. På 1200-talet byggs flera stora kyrkor i området, bland annat i Marienhafe. 
Under 1300-talet tog olika hövdingafamiljer makten i olika delar av Ostfriesland. Familjen tom Brok kom att spela en viktig roll i Brookmerland. Marienhafe blev under denna tid en viktig handelsplats och svåra stormfloder i slutet på 1300-talet gjorde att orten fick en hamn i anslutning till havet. 
En viktig person i Brookmerlands historia var sjörövaren Klaus Störtebeker som mellan åren 1396 och 1400 använde tornet på kyrkan i Marienhafe som tillflyktsort och utgångspunkt för sina sjörövartåg. Hansan under ledning av hansestaden Hamburg kämpade mot sjöröveriet. Efter stridigheter mellan tom Brok och Focko Ukena kom det år 1430 till ett uppror. Därefter kom familjen Cirksena till makten.
En av Brookmerlands kyrkor är Warnfriedkyrkan i Osteel. Kyrkan är från 1100-talet och kyrkorgeln från 1619 är en av de äldsta i Ostfriesland. Framför kyrkan finns ett minnesmärke över astronomen David Fabricius som i början på 1600-talet var präst i församlingen. Fabricius upptäckte olika stjärnor och tecknade de första kartorna över Ostfriesland. 
Delar av Brookmerland bildades i samband med fehnkoloniseringen på 1700- och 1800-talen. Ett exempel på detta är kommunen Rechtsupweg som bildades år 1769. 
Den nuvarande kommungemenskapen Brookmerland bildades den 1 augusti 1969.

## Kommuner som ingår i kommungemenskapen
- Marienhafe
- Leezdorf
- Osteel
- Rechtsupweg
- Upgant-Schott
- Wirdum

Dessa sex kommuner har behållit sin politiska och rättsliga självständighet. Varje kommun väljer sin egen borgmästare. 

## Näringsliv
Brookmerlands näringsliv domineras av jordbruk och till viss del turism. Genom kommunen går bland annat den tyska riksvägen B72. 